# Asimina Arvanitaki
Asimina Arvanitaki (griechisch Ασημίνα Αρβανιτάκη; * 1980) ist eine griechische theoretische Physikerin und Stavros Niarchos Foundation Aristarchus Professorin für Theoretische Physik am Perimeter Institute.
Sie befasst sich mit Physik jenseits des Standardmodells und insbesondere neuen Experimenten zum Beispiel zur Detektion von Kandidaten Dunkler Materie und Signaturen für neue Teilchen am LHC.
Mit Savas Dimopoulos und Ken Van Tilburg schlug sie 2016 vor, Dunkle Materie als Materiewelle mit konventionellen Gravitationswellendetektoren (Resonanzdetektoren wie AURIGA bei Padua) zu detektieren (betrachtet wurden zunächst Wellenlängen im Kilohertz-Bereich) oder mit Atomuhren. Mit Peter W. Graham und Surjeet Rajendran verfolgt sie auch Detektionsmethoden über Atominterferometrie und sie schlug vor, das Axion als Kandidat für Dunkle Materie aus der präzisen Analyse der Gravitationswellen aus der Verschmelzung Schwarzer Löcher zu detektieren. Weiter schlug sie mit anderen vor, nach Zerfallsprodukten Dunkler Materie hoher Masse (in supersymmetrischen Theorien vorhergesagt) in Neutrino- und Gammastrahlenteleskopen wie dem Fermi-Teleskop, Hess oder IceCube zu suchen.
2017 erhielt sie den New Horizons in Physics Prize mit Surjeet Rajendran und Peter W. Graham für die Entwicklung neuer experimenteller Überprüfungen der Physik jenseits des Standardmodells. 2022 hielt sie eine Morris Loeb Lecture.

## Schriften
- Asimina Arvanitaki, Savas Dimopoulos, Sergei Dubovsky, Peter W. Graham, Roni Harnik, Surjeet Rajendran, Astrophysical Probes of Unification, Phys. Rev. D, Band 79, 2009, S. 105022, Arxiv